# Casus belli
Casus belli на латински е повод за война. Поводът за война следва да се различава от причините и предпоставките за започване на военни действия.

## Исторически примери
Най-печално известна е обсадата на Сагунт от Ханибал, сложила началото на Втората пуническа война.